# Сатыбалдиев, Дилмурод Акрамжанович
Дилмурод Акрамжанович Сатыбалдиев (род. 2 июня 1994, Сузак, Джалал-Абадская область, Кыргызстан) — российский боксёр-профессионал узбекского происхождения, выступающий во второй средней, в полутяжёлой и в первой тяжёлой весовых категориях. Среди профессионалов бывший чемпион по версии WBA Continental (2015—2016), чемпион СНГ и Славянских стран по версии WBC CISBB (2015) и чемпион России (2014—2017) во 2-м среднем весе.
Лучшая позиция по рейтингу BoxRec — 7-я (май 2022) и является 2-м (после Дмитрия Бивола) среди российских боксёров полутяжёлой весовой категории, а по рейтингам основных международных боксёрских организаций в мае 2017 года он занимал: 10-ю строку рейтинга WBA и 13-ю строчку рейтинга WBC, — входя в ТОП-15 лучших полутяжёловесов всей планеты.

## Биография
Родился 2 июня 1994 года в селе Сузак Джалал-Абадской области в Кыргызстане.
По национальности узбек.

## Профессиональная карьера
23 февраля 2013 года Дилмурод начал профессиональную боксёрскую карьеру, победив единогласным решением судей украинского боксёра Михаила Лидовского (0-7).
23 августа 2015 года в Ялте (Россия) состоялся бой Дилмуродом Сатыбалдиев с опытнейшим российским боксёром Дмитрием Сухотским (22-3) за вакантный титул чемпиона по версии WBA Continental во втором среднем весе. Чемпионский титул был присуждён Дилмуроду который победил Дмитрия Сухотского раздельным решением судей (счёт: 120-108, 116-112 в пользу Сатыбалдиева, 115-113 в пользу Сухотского).
27 мая 2022 года в Омске (Россия) досрочно путём отказа соперника от продолжения боя после 6-го раунда победил опытного соотечественника Максима Власова (46-4). Власов был в нокдауне в 4-м раунде. Счёт после остановки боя: 57-57, 56-57, 55-58. После окончания боя Максим Власов заявил о завершении боксёрской карьеры.

## Статистика профессиональных боёв
В таблице перечислены результаты всех поединков боксёров.
В каждой строке указан результат поединка. Дополнительно номер поединка обозначен цветом, который обозначает итог поединка. Расшифровка обозначений и цветов представлена в нижеследующей таблице.
| Пример | Расшифровка                     |
| ------ | ------------------------------- |
|        | Победа                          |
|        | Ничья                           |
|        | Поражение                       |
|        | Планируемый поединок            |
|        | Поединок признан несостоявшимся |
| КО     | Нокаут                          |
| ТКО    | Технический нокаут              |
| PTS    | Решение судей (по очкам)        |
| UD     | Единогласное решение судей      |
| MD     | Решение большинства судей       |
| SD     | Раздельное решение судей        |
| RTD    | Отказ от продолжения боя        |
| DQ     | Дисквалификация                 |
| NC     | Поединок признан несостоявшимся |

| 15 поединков, 13 побед (4 нокаутом), 2 поражения.          | 15 поединков, 13 побед (4 нокаутом), 2 поражения. | 15 поединков, 13 побед (4 нокаутом), 2 поражения. | 15 поединков, 13 побед (4 нокаутом), 2 поражения. | 15 поединков, 13 побед (4 нокаутом), 2 поражения.           | 15 поединков, 13 побед (4 нокаутом), 2 поражения. | 15 поединков, 13 побед (4 нокаутом), 2 поражения.                                                                                  |
| Бой                                                        | Рекорд                                            | Дата боя                                          | Соперник                                          | Место проведения боя                                        | Раундов, время                                    | Примечание |
| ---------------------------------------------------------- | ------------------------------------------------- | ------------------------------------------------- | ------------------------------------------------- | ----------------------------------------------------------- | ------------------------------------------------- | --- |
| 16                                                         |                                                   | 12 ноября 2022                                    | Игорь Михалкин (24-3)                             | УСК «Крылья Советов», Москва, Россия                        | (10)                                              | Бой за вакантный титул чемпиона Содружества (СНГ) по версии RBF Intercontinental в полутяжёлом весе.                               |
| 15                                                         | 13-2                                              | 27 мая 2022                                       | Максим Власов (46-4)                              | Хоккейная академия «Авангард», Омск, Омская область, Россия | RTD 6 (10), 3:00                                  | Счёт после остановки боя: 57-57, 56-57, 55-58. Власов в нокдауне в 4-м раунде.                                                     |
| Вернулся в полутяжёлый вес — 175 фунтов (до 79,4 кг).      |                                                   |                                                   |                                                   |                                                             |                                                   | |
| 14                                                         | 12-2                                              | 26 ноября 2021                                    | Казим Умудов (3-3)                                | УСК «Крылья Советов», Москва, Россия                        | RTD 1 (10), 3:00                                  | |
| Бой в первом тяжёлом весе — 200 фунтов (до 90,72 кг).      |                                                   |                                                   |                                                   |                                                             |                                                   | |
| 13                                                         | 11-2                                              | 11 мая 2017                                       | Андрей Сироткин (11-0)                            | Арена, Кемерово, Кемеровская область, Россия                | SD 12 (12)                                        | Счёт: 115-113, 112-116 (дважды). Бой за вакантный титул чемпиона Азии по версии WBA Asia во 2-м среднем весе.                      |
| 12                                                         | 11-1                                              | 21 мая 2016                                       | Клаудио Ариэль Абалос (30-15-3)                   | «Мегаспорт», Москва, Россия                                 | UD 12 (12)                                        | Счёт: 118-108, 120-106 (дважды). Защитил титул чемпиона по версии WBA Continental (2-я защита Сатыбалдиева) во 2-м среднем весе.   |
| 11                                                         | 10-1                                              | 12 декабря 2015                                   | Роман Шкарупа (27-4-2)                            | ВТБ Ледовый дворец, Москва, Россия                          | UD 12 (12)                                        | Счёт: 117-111, 117-112, 116-112. Защитил титул чемпиона по версии WBA Continental (1-я защита Сатыбалдиева) во 2-м среднем весе.   |
| 10                                                         | 9-1                                               | 23 августа 2015                                   | Дмитрий Сухотский (22-3)                          | Rixos Mriya Resort Hotel, Ялта, Республика Крым, Россия     | SD 12 (12)                                        | Счёт: 120-108, 116-112, 113-115. Завоевал вакантный титул чемпиона по версии WBA Continental во 2-м среднем весе.                  |
| 9                                                          | 8-1                                               | 26 июня 2015                                      | Карен Аветисян (2) (9-9-1)                        | Restaurant Tramplin, Москва, Россия                         | UD 8 (8)                                          | Счёт: 80-72, 79-74, 78-75. |
| 8                                                          | 7-1                                               | 5 апреля 2015                                     | Геард Аетович (26-10-1)                           | ДС «Знамя», Ногинск, Московская область, Россия             | UD 12 (12)                                        | Счёт: 118-111, 117-112, 115-113. Завоевал вакантный титул чемпиона СНГ и Славянских стран по версии WBC CISBB во 2-м среднем весе. |
| 7                                                          | 6-1                                               | 11 декабря 2014                                   | Карен Аветисян (9-7-1)                            | Дворец Спорта в Крылатском, Москва, Россия                  | UD 10 (10)                                        | Счёт: 100-91, 97-93 (дважды). Завоевал вакантный титул чемпиона России во 2-м среднем весе.                                        |
| Спустился во второй средний вес — 168 фунтов (до 76,2 кг). |                                                   |                                                   |                                                   |                                                             |                                                   | |
| 6                                                          | 5-1                                               | 9 августа 2014                                    | Константин Питернов (15-5)                        | Open-Air Bike Show, Севастополь, Республика Крым, Россия    | SD 6 (6)                                          | Счёт: 56-58, 58-56 (дважды). |
| 5                                                          | 4-1                                               | 23 мая 2014                                       | Апти Устарханов (4-1-2)                           | Баскет-холл, Краснодар, Краснодарский край, Россия          | UD 6 (6)                                          | Счёт: 56-58, 57-58 (дважды). |
| Бои в полутяжёлом весе — 175 фунтов (до 79,4 кг).          |                                                   |                                                   |                                                   |                                                             |                                                   | |